# Ringsjöarna (östra)
Ringsjöarna (östra) är en sjö i Marks kommun i Västergötland och ingår i Viskans huvudavrinningsområde. Sjön har en area på 0,0522 kvadratkilometer och ligger 85,1 meter över havet. Sjön avvattnas av vattendraget Ringebäcken.

## Delavrinningsområde
Ringsjöarna (östra) ingår i det delavrinningsområde (637679-130454) som SMHI kallar för Mynnar i Surtan. Medelhöjden är 76 meter över havet och ytan är 11,93 kvadratkilometer. Det finns inga avrinningsområden uppströms utan avrinningsområdet är högsta punkten. Ringebäcken som avvattnar avrinningsområdet har biflödesordning 3, vilket innebär att vattnet flödar genom totalt 3 vattendrag innan det når havet efter 45 kilometer. Avrinningsområdet består mestadels av skog (69 %) och jordbruk (17 %). Avrinningsområdet har 0,1 kvadratkilometer vattenytor vilket ger det en sjöprocent på 0,8 %.